# 亚历山大·沃罗宁
亚历山大·尼基福罗维奇·沃罗宁（俄语：Александр Никифорович Воронин，1951年5月23日—1992年9月26日），俄罗斯男子举重运动员。他曾代表苏联参加1976年夏季奥林匹克运动会举重比赛，获得男子蝇量级金牌。